# Zala vármegyei 1. sz. országgyűlési egyéni választókerület
A Zala vármegyei 1. sz. országgyűlési egyéni választókerület egyike annak a 106 választókerületnek, amelyre a 2011. évi CCIII. törvény Magyarország területét felosztja, és amelyben a választópolgárok egy-egy országgyűlési képviselőt választhatnak. A választókerület nevének szabványos rövidítése: Zala 01. OEVK. Székhelye: Zalaegerszeg

## Területe
A választókerület az alábbi településeket foglalja magába:
1. Alsószenterzsébet
2. Babosdöbréte
3. Baglad
4. Bagod
5. Bak
6. Barlahida
7. Becsvölgye
8. Belsősárd
9. Bocfölde
10. Boncodfölde
11. Böde
12. Bödeháza
13. Csatár
14. Csesztreg
15. Csonkahegyhát
16. Csöde
17. Dobronhegy
18. Felsőszenterzsébet
19. Gáborjánháza
20. Gellénháza
21. Gombosszeg
22. Gosztola
23. Hagyárosbörönd
24. Hernyék
25. Hottó
26. Iborfia
27. Kálócfa
28. Kávás
29. Keménfa
30. Kerkabarabás
31. Kerkafalva
32. Kerkakutas
33. Kiskutas
34. Kispáli
35. Kozmadombja
36. Kustánszeg
37. Külsősárd
38. Lendvadedes
39. Lendvajakabfa
40. Lenti
41. Lickóvadamos
42. Magyarföld
43. Márokföld
44. Mikekarácsonyfa
45. Milejszeg
46. Nagykutas
47. Nagylengyel
48. Nagypáli
49. Nemesnép
50. Németfalu
51. Nova
52. Ormándlak
53. Ozmánbük
54. Pálfiszeg
55. Petrikeresztúr
56. Pórszombat
57. Pusztaapáti
58. Ramocsa
59. Rédics
60. Resznek
61. Salomvár
62. Sárhida
63. Szentgyörgyvölgy
64. Szijártóháza
65. Szilvágy
66. Teskánd
67. Vaspör
68. Zalabaksa
69. Zalaboldogfa
70. Zalacséb
71. Zalaegerszeg
72. Zalaháshágy
73. Zalalövő
74. Zalaszentgyörgy
75. Zalaszombatfa
76. Zalatárnok

## Országgyűlési képviselője
| Név         | Párt                                         | Párt        | Terminus | Megjegyzés                                   |
| ----------- | -------------------------------------------- | ----------- | -------- | -------------------------------------------- |
| Vigh László |                                              | Fidesz-KDNP | 2014 –   | A 2014-es országgyűlési választás eredménye: |
| Vigh László | A 2018-as országgyűlési választás eredménye: | Fidesz-KDNP | 2014 –   |                                              |
| Vigh László | A 2022-es országgyűlési választás eredménye: | Fidesz-KDNP | 2014 –   |                                              |

## Demográfiai profilja
| Iskolai végzettség                | Iskolai végzettség               | Iskolai végzettség | Iskolai végzettség | Iskolai végzettség |
| --------------------------------- | -------------------------------- | ------------------ | ------------------ | ------------------ |
|                                   |                                  |                    |                    | fő                 |
| Általános iskolát nem végezte el  | Általános iskolát nem végezte el |                    | 1100               | 1100               |
| Általános iskola                  | Általános iskola                 |                    | 11696              | 11696              |
| Szakmunkás                        | Szakmunkás                       |                    | 19284              | 19284              |
| Érettségi                         | Érettségi                        |                    | 26711              | 26711              |
| Diploma                           | Diploma                          |                    | 16283              | 16283              |
| A 2022. évi népszámlálás szerint. |                                  |                    |                    |                    |

A Zala vármegyei 1. sz. választókerület lakónépessége 2022. október 1-jén 88 717 fő volt. A 2011-es és a 2022-es népszámlálás között 7259 fővel csökkent a választókerület lakosság száma. A választókerületben a korösszetétel alapján a legtöbben a középkorúak élnek 33 889 fővel, míg a legkevesebben a gyermekek 13 643 fővel. A választókerület lakosságának a 82,9%-nál van internet elérési lehetőség.
A legmagasabb befejezett iskolai végzettség szerint az érettségi végzettséggel rendelkezők élnek a legtöbben 26 711 fő, utánuk a következő nagy csoport a szakmunkások 19 284 fővel.
Gazdasági aktivitás szerint a lakosság közel fele foglalkoztatott 43 957 fő, második legjelentősebb csoport az inaktív keresők, akik főleg nyugdíjasok 23 633 fővel.
A választókerület legjelentősebb nemzetiségi csoportja a német 922 fő, illetve a cigány 728 fő. Magyar állampolgársággal nem rendelkező külföldi állampolgárok aránya 1,9%.
Vallási összetétel szerint a választókerületben lakók legnagyobb vallása a római katolikus (35 327 fő), valamint jelentős közösség még a reformátusok (2466 fő). A vallási közösséghez nem tartozók száma szintén jelentős (6361 fő), a választókerületben a második legnagyobb csoport a római katolikus vallás után.

## Országgyűlési választások

### 2014
A 2014-es országgyűlési választáson az alábbi jelöltek indultak:

### 2018
A 2018-as országgyűlési választáson induló jelöltek:
- Benke Richárd (Jobbik Magyarországért Mozgalom)[7]
- Fodor Zsolt (Momentum Mozgalom)[8]
- Góra Balázs (MSZP-PM)